# كوم الراهب
قرية كوم الراهب هي إحدى القرى التابعة لمركز سمالوط بمحافظة المنيا في جمهورية مصر العربية. حسب إحصاءات سنة 2006، بلغ إجمالي السكان في كوم الراهب 10352 نسمة، منهم 5098 رجلا و5254 امرأة.